# Триктенотомиды
Триктенотомиды (лат. Trictenotomidae) — небольшое семейство жесткокрылых насекомых, которые напоминают своеобразных усачей или рогачей (из-за присутствия трёхчлениковой булавы усиков). В семействе насчитывается всего 14 рецентных видов. Ископаемые виды не известны. Имеют ограниченные ареалы, лишь немногие доходят до Палеарктики (лишь до юго-восточной её части). Мало данных о биологии.

## Описание
Крупного размера жуки (что увеличивает сходство с представителями выше перечисленных семейств), эффектные, хотя окрас тела многих видов довольно однородный. В длину от 4 до 8 см и более. Некоторые из них имеют блестящий металлический оттенок (например, Autocrates aeneus и Autocrates vitalisi), другие же в той или иной мере покрыты густым волосяным покровом (виды Trictenotoma). Надкрылья Autocrates oberthueri имеют несколько светлых волосяных рядов и выглядят продольно исчерченными.
Тело немного уплощённое в дорзовентральном направлении, возможно, для облегчения передвижения под корой деревьев.

## Экология и местообитания
Населяют влажные и сезонные леса тропиков и субтропиков. Взрослых жуков привлекает свет, к которому они добираются посредством полета. Обычно, большую часть своей жизни имаго проводят под корой деревьев.

## Систематика
Семейство: Trictenotomidae Blanchard, 1845
- Род: Autocrates Thomson, 1860
  - Вид: Autocrates aeneus (Parry, 1847) — Индия (Сикким, Ассам, Пенджаб, Дарджиллинг), Бутан, Непал, Мьянма
  - Вид: Autocrates oberthueri Vuillet, 1910 — Китай (Юньнань)
  - Вид: Autocrates oberthueri Vuillet, 1910 — Китай (Юньнань)
  - Вид: Autocrates vitalisi Vuillet, 1912 — Китай, Вьетнам, Таиланд, Малайзия
- Род: Trictenotoma Gray, 1832
  - Вид: Trictenotoma childreni Gray, 1832 — Малайзия (континентальная и островная), Мьянма, Таиланд, Индонезия (Борнео, Суматра, Ява, Лахат, Ниас), Вьетнам, Китай (вкл. Гонконг), Индия (Ассам)
  - Вид: Trictenotoma cindarella Krieschke, 1921 — Филиппины
  - Вид: Trictenotoma davidi Deyrolle, 1875 — Китай, Вьетнам
  - Вид: Trictenotoma formosana (Krieschke, 1919) — Тайвань
  - Вид: Trictenotoma grayi Smith, 1851 — южная Индия
  - Вид: Trictenotoma lansbergei Dohrn, 1882 — Индонезия (Ниас)
  - Вид: Trictenotoma mniszechi Deyrolle, 1875 — Индия (Сикким, Дарджиллинг, Ассам), Бангладеш, Бутан
  - Вид: Trictenotoma mouhoti Deyrolle, 1875 — Таиланд, Лаос, Мьянма
  - Вид: Trictenotoma templetonii Westwood, 1848 — Шри-Ланка
  - Вид: Trictenotoma westwoodi Deyrolle, 1875 — Индонезия (остров Ява)